# Сан-Марино на Европейских играх 2015
Сан-Марино на I Европейских играх, которые прошли в июне 2015 года в столице Азербайджана, в городе Баку, была представлена 15 спортсменами в 7 видах спорта..

## Награды

### Серебро
| Серебро |                 |                         |
| #       | Спортсмен (-ы)  | Вид спорта (дисциплина) |
| 1       | Арианна Перилли | Стрельба. Трап.         |

### Бронза
| Бронза |                                     |                         |
| #      | Спортсмен (-ы)                      | Вид спорта (дисциплина) |
| 1      | Мануэль Манчини, Алессандра Перилли | Стрельба. Трап. Микст   |

## Состав команды
Тхэквондо
- Микеле Чеккарони

## Результаты

### Тхэквондо
Соревнования по тхэквондо проходят по системе с выбыванием. Для победы в турнире спортсмену необходимо одержать 4 победы. Тхэквондисты, проигравшие по ходу соревнований будущим финалистам, принимают участие в утешительном турнире за две бронзовые медали.
Мужчины
| Категория | Спортсмены       | Первый раунд              | Четвертьфинал        | Полуфинал            | Финал                | Место |
| Категория | Спортсмены       | Соперник Результат        | Соперник Результат   | Соперник Результат   | Соперник Результат   | Место |
| --------- | ---------------- | ------------------------- | -------------------- | -------------------- | -------------------- | ----- |
| до 68 кг  | Микеле Чеккарони | А. Денисенко (RUS) П 1:19 | Завершил выступление | Завершил выступление | Завершил выступление | 11    |